# Elizabeth Walker
Elizabeth Walker, född 12 juli 1623 i Bucklersbury i London, död 23 februari 1690, var en engelsk apotekare. 
Hon var dotter till en apotekare och gifte sig 1650 med apotekaren Anthony Walker, och var aktiv i både faderns och makens apotek. Hon blev känd för det sjukvårdsarbete hon bedrev bland fattiga och behövande, och ska ha prövat ut mediciner och utfört kirurgiska ingrepp efter att ha studerat medicinska skrifter och konsulterat sin svåger, som var läkare. Hennes medicinska arbete var i den meningen mycket ovanligt för en kvinna i hennes tid. Hon tros ha blivit konsulterad i två samtida skrifter, varav en gällde ett recept för behandling av ögonsjukdom. 
Hennes make utgav efter hennes död hennes dagbok, “The vertuous wife: or, the holy life of Mrs. Elizabeth Walker, late wife of A. Walker, D.D. sometime Rector of Fyfield in Essex: Giving a modest and short account of her exemplary piety and charity. Published for the glory of God, and provoking others to the like graces and vertues. With some useful papers and letters writ by her on several occasions.”